# Gechází
 Gechází  je biblická postava Starého Zákona.

## Příběh
Gechází vystupuje v Bibli jako služebník proroka Elíši.

### V domě Šúnemanky
Přemýšlí spolu s Elíšou, jak by se mohli odvděčit Šúnemance za to, že jim poskytovala stravu i ubytování. Gechází připomíná, že žena nemá syna a její muž už je starý. Elíša Šúnemance požehnal, aby mohla otěhotnět a porodit syna .

### Zápas o vzkříšení
Později však ten chlapec zemřel. Šúnemanka to běžela oznámit Elíšovi, který v té chvíli pobýval na hoře Karmel. A právě Gechází byl poslán, aby chlapci položil hůl na tvář . Chlapec však nereagoval. Když to Gechází Elíšovi oznámil, Elíša se s chlapcem zavřel o samotě, modlil se k Hospodinu a pak se nad něj sklonil a svým tělem ho zahřál. Po chvilce chlapec kýchl. Elíša se obrátil na Gecházího, aby zavolal Šúnemanku.

### Uzdravení Naamána
Naamán, vrchní velitel aramejského vojska byl postižen malomocenstvím. Bylo mu doporučeno navštívit izraelského proroka Elíšu. Když jej navštívil, byl uzdraven. Naamán nabízel Elíšovi dary. Elíša je nepřijal. Gechází se však za Naamánem rozběhl a řekl, že ho jeho pán posílá se vzkazem, že právě teď k němu přišli dva mládenci od Efrajimských hor. Dej jim prosím talent stříbra a dvoje slavnostní šaty. Naamán dal Gecházímu talenty dva, a dvoje slavnostní šaty. Gechází si to ukryl doma.
Když přišel před Elíšu, byl dotázán odkudpak jde. Gechází odpověděl, že on, Elíšův otrok nešel nikam. Elíša však věděl o tom, že Naamán šel Gecházímu vstříc. Zeptal se, je li čas brát stříbro a brát roucha, olivové háje a vinice, brav a skot, otroky a otrokyně?
Potom Elíša Gecházího informoval, že Naamánovo malomocenství ulpí navěky na něm a na jeho potomstvu. Nato Gechází od Elíši odešel postižen malomocenstvím, jako sníh..

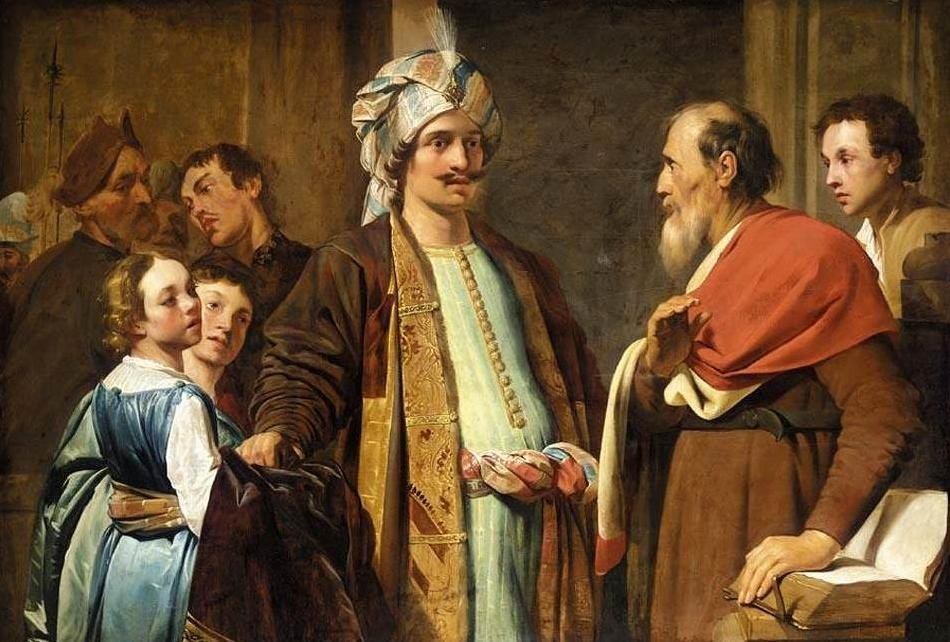
Elíša odmítá Naamánovy dary (Pieter de Grebber 1630)